# Joshua Bondo

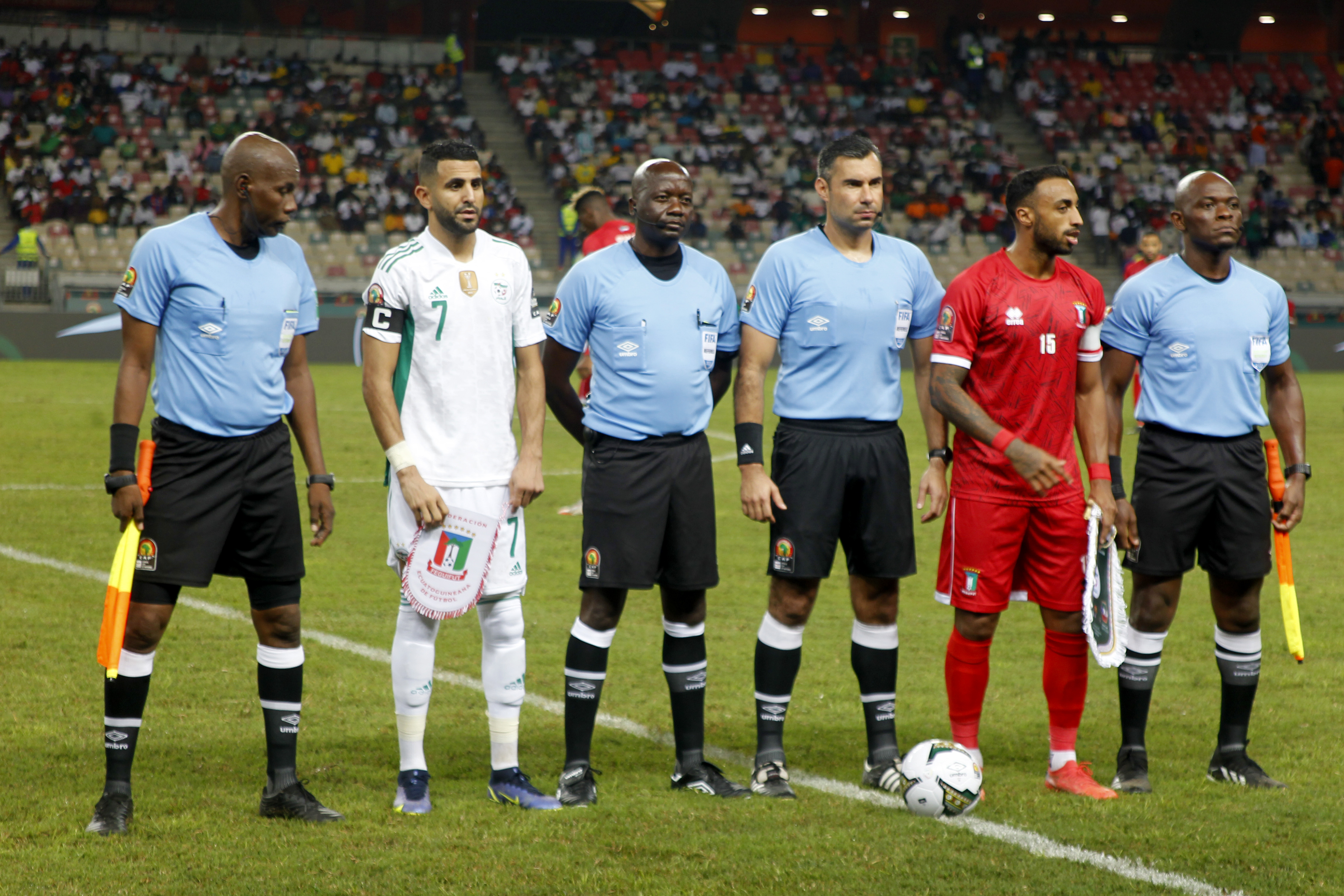
Joshua Bondo (3. v. l.) beim Afrika-Cup 2022

Joshua Bondo (* 25. Februar 1978) ist ein botswanischer Fußballschiedsrichter.
Seit 2007 ist er FIFA-Schiedsrichter und leitet internationale Fußballspiele.
Bondo wurde bei drei Afrika-Cups eingesetzt. Er leitete zwei Gruppenspiele beim Afrika-Cup 2017 in Gabun, ein Gruppenspiel und ein Viertelfinale beim Afrika-Cup 2019 in Ägypten sowie zwei Gruppenspiele und ein Viertelfinale beim Afrika-Cup 2022 in Kamerun.
Zudem leitete er Spiele in der CAF Champions League (15 Partien), in der afrikanischen WM-Qualifikation (13 Partien), beim U-20-Afrika-Cup 2017 in Sambia (2 Spiele) sowie Freundschaftsspiele.
Im April 2023 wurde Bondo wegen Ereignissen rund um ein Qualifikationsspiel für den Afrika-Cup 2024 von der Confédération Africaine de Football (CAF) für sechs Monate gesperrt. Zudem untersucht die Botswana Football Association (BFA) geleakte Aufnahmen eines Telefongesprächs zwischen Bondo und einem Verbandsmitarbeiter.